# Moment magnétique de spin
En physique, le moment magnétique de spin représente le moment magnétique associé au moment cinétique de spin (spin) d'une particule. Ce moment magnétique dû au spin est aussi appelé moment magnétique intrinsèque parce que celui-ci est indépendant du moment cinétique orbital.

## Définition - Magnéton de Bohr
Pour l'électron, possédant un spin {\displaystyle s=1/2}, masse {\displaystyle m_{\rm {e}}} et un facteur de Landé {\displaystyle g_{\rm {B}}=-2}, on obtient le « quantum magnétique » suivant, appelé magnéton de Bohr :
| {\displaystyle \mu _{\rm {B}}={\frac {e\hbar }{2m_{\rm {e}}}}=-g_{\rm {B}}{\frac {e\hbar }{4m_{\rm {e}}}}} |

## Définition - Magnéton nucléaire
Le magnéton nucléaire est le magnéton de Bohr mais avec la masse du proton à la place de celle de l'électron et {\displaystyle g_{\rm {N}}=+2}:
| {\displaystyle \mu _{\rm {N}}={\frac {e\hbar }{2m_{\rm {p}}}}=g_{\rm {N}}{\frac {e\hbar }{4m_{\rm {p}}}}} |

## Définition - Facteur de Landé
On associe à une particule de charge {\displaystyle q}, de masse {\displaystyle m}, et de spin {\displaystyle {\vec {S}}} donné un moment magnétique de spin :
| {\displaystyle {\vec {\mu }}_{S}\ =\ g\ {\frac {q}{2m}}\ {\vec {S}}} |

où {\displaystyle g} est un nombre pur, appelé facteur de Landé (1921). Ce nombre varie selon la nature de la particule : on a approximativement {\displaystyle g=-2} pour l'électron, {\displaystyle g=+5,586} pour le proton, et {\displaystyle g=-3,826} pour le neutron. Le facteur de Landé du magnéton nucléaire est égal à 2. Cela veut dire que le moment magnétique du proton est :
{\displaystyle \mu _{\rm {p}}\approx 2,793\mu _{\rm {N}}=5,586{\frac {e}{2m_{\rm {p}}}}{\frac {\hbar }{2}}=g_{p}{\frac {e}{2m_{\rm {p}}}}{\frac {\hbar }{2}}}.
Celui du neutron est :
{\displaystyle \mu _{\rm {n}}\approx -1,913\mu _{\rm {N}}=-3,826{\frac {e}{2m_{\rm {p}}}}{\frac {\hbar }{2}}=g_{n}{\frac {e}{2m_{\rm {p}}}}{\frac {\hbar }{2}}}.

On remarquera que le moment magnétique de spin de l'électron est à peu de chose près égal au magnéton de Bohr car {\displaystyle g\approx -2} (cf ci-dessous) et avec, comme spin de l'électron {\displaystyle s=1/2}:
{\displaystyle \mu _{S}\approx -2{\frac {e}{2m_{\rm {e}}}}{\frac {\hbar }{2}}=2{\frac {\mu _{\rm {B}}}{2}}=\mu _{\rm {B}}}.

## Moment magnétique anomal de l'électron
L'équation de Dirac prédit pour l'électron un facteur de Landé exactement égal à : {\displaystyle g=-2}. Or, la valeur expérimentale admise en 2005 vaut :
| {\displaystyle g\ \simeq \ -2,002\ 319\ 304\ 373\ 7} |

Il existe donc un écart, décelé pour la première fois en 1947 dans la structure hyperfine de l'hydrogène et du deutérium : on parle alors de moment magnétique anomal de l'électron. La théorie quantique des champs du modèle standard rend compte avec une très grande précision de cette anomalie.